# Mary Ellen Chase
Mary Ellen Chase (* 24. Februar 1887 in Blue Hill, Maine, USA; † 28. Juli 1973 in Northampton, Massachusetts) war eine US-amerikanische Schriftstellerin und Hochschullehrerin.
Chase erhielt ihren Doktorgrad in Englisch an der University of Minnesota, wo sie als Professoren-Assistentin von 1922 bis 1926 tätig war. Sie unterrichtete am Smith College von 1926 bis zu ihrem Ruhestand 1955.
Sie schrieb mehr als 30 Bücher. Ihr berühmtesten Werke waren Mary Peters (Mary Peters, 1934), Silas Crockett (1935), Windswept. Roman dreier Generationen (Windswept, 1941) und Am Rande der Dunkelheit (Edge of Darkness, 1957). Daneben beschäftigte sie sich intensiv mit der Bibel, deren Sprache und wie sie dem modernen Menschen zu vermitteln sei. Dazu veröffentlichte sie unter anderem Das Buch der Bücher. Die Bibel und der Mensch von heute (The Bible and the Common Reader, 1944) und Leben und Sprache im Alten Testament (Life and Language in the Old Testament, 1955). Außerdem legte sie mehrere wissenschaftlich-didaktische Sachbücher vor, von denen insbesondere Constructive Theme Writing for College Freshmen (erstmals 1929) ein Standardwerk wurde, das bis 1957 drei Auflagen erfuhr. Die meisten deutschsprachigen Übertragungen ihrer Werke schuf Maria von Schweinitz.
1926 lernte Mary Ellen Chase am Smith College in Northampton ihre Kollegin Eleanor Duckett kennen, die dort als Professorin für klassische Sprachen und Literatur lehrte. Bald darauf zogen die beiden Frauen gemeinsam in ein Haus auf dem Gelände des Colleges. Sie machten zahlreiche Reisen, nach England und nach Windswept, einem Haus an der Küste von Maine, das Chase zu dem gleichnamigen Roman inspirierte. „It was quite clear that a deep bond of love united these two women“ („Es war ganz klar, dass diese beiden Frauen ein tiefes Band der Liebe verband.“), schreibt die Historikerin Susan Mosher Stuard. Die Partnerinnen waren sehr unterschiedlich: Chase eher extrovertiert und lebhaft, Duckett schüchtern und zurückhaltend. Chase und Duckett lebten bis zu ihrem Tod im Jahre 1973 zusammen. Mary Ellen Chase und Eleanor Duckett wurden nebeneinander auf einem Friedhof in Blue Hill, unweit des Anwesens der Familie Chase, beigesetzt. 1968 benannte das Smith College zwei nebeneinanderliegende Studentenwohnheime Chase House und DuckettHouse.

## Werke
- His Birthday, Boston 1915
- The Girl from the Big Horn Country, Boston 1916
- Virginia of Elk Creek Valley, Boston 1917
- Mary Christmas, Boston 1926
- zusammen mit Frances K. Del Plaine: The Art of Narration, New York 1926
- Uplands, Boston 1927
- Thomas Hardy From Serial to Novel, Minneapolis 1927
- zusammen mit Margaret Eliot Macgregor: The Writing of Informal Essays, New York 1928
- Constructive Theme Writing for College Freshmen, New York 1929 (2., überarbeitete Auflage 1938; 3. Auflage 1957)
- The Golden Asse and other Essays, New York 1929
- The Silver Shell, New York 1930
- A Goodly Heritage, New York 1932 (dt. Genien der Kindheit, Augsburg 1948)
- Mary Peters, New York 1934 (dt. Mary Peters, Wien und Augsburg 1947)
- Silas Crockett, New York 1935
- This England, New York 1936
- In England Now, London 1937
- Dawn in Lyonesse, New York 1938 (dt. Frühlicht über Cornwall. Roman, Hamburg 1938)
- A Goodly Fellowship, New York 1939
- Windswept, New York 1941 (dt. Windswept. Roman dreier Generationen, Zürich 1944)
- The Bible and the Common Reader, New York 1944 (2., überarbeitete Auflage 1952; dt. Das Buch der Bücher. Die Bibel und der Mensch von heute, Stuttgart 1951)
- Jonathan Fisher. Maine Parson, 1768-1847, New York 1948
- The Plum Tree, New York 1949 (dt. Der Pflaumenbaum, München 1966)
- Abby Aldrich Rockefeller, New York 1950
- Recipe for a Magic Childhood, New York 1951
- als Herausgeberin/Zusammenstellerin: Readings from the Bible, New York 1952
- The White Gate. Adventures in the Imagination of a Child, New York 1954
- Life and Language in the Old Testament, New York 1955 (dt. Leben und Sprache im Alten Testament, München 1957)
- The Edge of Darkness, New York 1957 (dt. Am Rande der Dunkelheit. Roman, München 1964)
- Sailing the Seven Seas, Boston 1958
- Donald McKay and the Clipper Ships, North Star Books (12), Boston 1959
- The Lovely Ambition. A Novel, New York 1960 (dt. Die größere Liebe. Roman, München 1961)
- The Fishing Fleets of New England, North Star Books (28), Boston 1961
- The Psalms for the Common Reader, New York 1962
- Victoria. A Pig in a Pram, New York 1963
- The Prophets for the Common Reader, New York 1963
- Richard Mansfield, the Prince of Donkeys, New York 1964
- Dolly Moses. The Cat and the Clam Chowder, New York 1964
- The Story of Lighthouses, New York 1965
- A Journey to Boston, New York 1965 (dt. Eine Fahrt nach Boston, München 1966)
- A Walk on an Iceberg, New York 1966